# Buchkirchen
Buchkirchen är en ort och kommun i Österrike. Den ligger i distriktet Wels-Land i förbundslandet Oberösterreich,  170 kilometer väster om huvudstaden Wien. 
Kommunen består av 33 orter (Ortschaften) (inom parentes invånarantal 1 januari 2024):

- Buchkirchen (738)
- Elend (24)
- Ennsberg (7)
- Epping (115)
- Haberfelden (18)
- Hartberg (59)
- Hochscharten (77)
- Holzwiesen (11)
- Hundsham (239)
- Hupfau (168)
- Hörling (71)
- Kandlberg (21)
- Lachgraben (121)
- Luckermair (16)
- Mistelbach bei Wels (52)
- Niedergrafing (207)
- Niederhocherenz (29)
- Niederlaab (330)
- Obergrafing (85)
- Oberhocherenz (409)
- Oberperwend (418)
- Oberprisching (58)
- Ottenham (23)
- Radlach (82)
- Schickenhäuser (230)
- Schnadt (135)
- Sommerfeld (154)
- Spengenedt (48)
- Unterholz (24)
- Wolfsgrub (19)
- Wörist (82)
- Öhnerhäuser (8)
- Ötzing (32)